# 溝渕雅幸
溝渕雅幸（みぞぶち　まさゆき、1962年 - ）は、日本の映画監督。福岡県春日市生まれ。大阪市育ち。
大阪日日新聞記者などを経て、1990年からディレクターとして、教育映画、テレビ番組、企業のPR映像などの他に、ホスピスでの終末期医療や在宅医療の現場を取材し、テレビ番組やドキュメンタリ映画として伝えてきた。奈良県生駒市在住。

## 監督作品
- 『いのちがいちばん輝く日　あるホスピス病棟の40日』(2013年) - 滋賀県のヴォーリズ記念病院のホスピス「希望館」の日常を追うドキュメンタリ
- 『四万十　いのちの仕舞い』(2018年) - 高知県四万十市の内科医、小笠原望の診療所の日々を追うど゛キュ面たり
- 『結びの島』(2021年) - 山口県周防大島で診療所と介護施設を営む医師、岡田仁志を追うドキュメンタリ
- 『明日香に生きる』(2023年)[4] - 奈良県明日香村で、村民の生活を支える「明日香村国民健康保険診療所」の医師とのふれあいを追うドキュメンタリ[5]

## インタビュー
- 「Interview 映画『結びの島』監督 : 溝渕雅幸氏 死が人のつながりを取り戻すことがある」「地域リハビリテーション」第14巻第4号、p.263-268、三輪書店